# Луций Хораций Барбат
Луций Хораций Барбат (на латински: Lucius Horatius Barbatus) e политик на ранната Римска република през 5 век пр.н.е. Произлиза от старата фамилия Хорации, клон Барбат, една от най-старите патрициански фамилии на Древен Рим.
През 425 пр.н.е. Хораций е консулски военен трибун (Tribuni militum consulari potestate) заедно с Авъл Семпроний Атрацин, Луций Фурий Медулин и Луций Квинкций Цинцинат.